# Britt Johansson (spjutkastare)
Britt Johansson, född 1940, är en svensk före detta friidrottare (spjutkastning). Hon tävlade först för IK Ymer och från och med år 1962 för IK Göta.